# Acyphas semiochrea
Acyphas semiochrea, bướm đêm bụi cỏ ăn tạp, là một loài bướm đêm thuộc phân họ Lymantriinae được Gottlieb August Wilhelm Herrich-Schäffer mô tả lần đầu tiên vào năm 1855. Nó được tìm thấy dọc theo hầu hết các bờ biển của Úc, bao gồm: New South Wales, Queensland, Nam Úc, Tasmania, Victoria và Tây Úc.

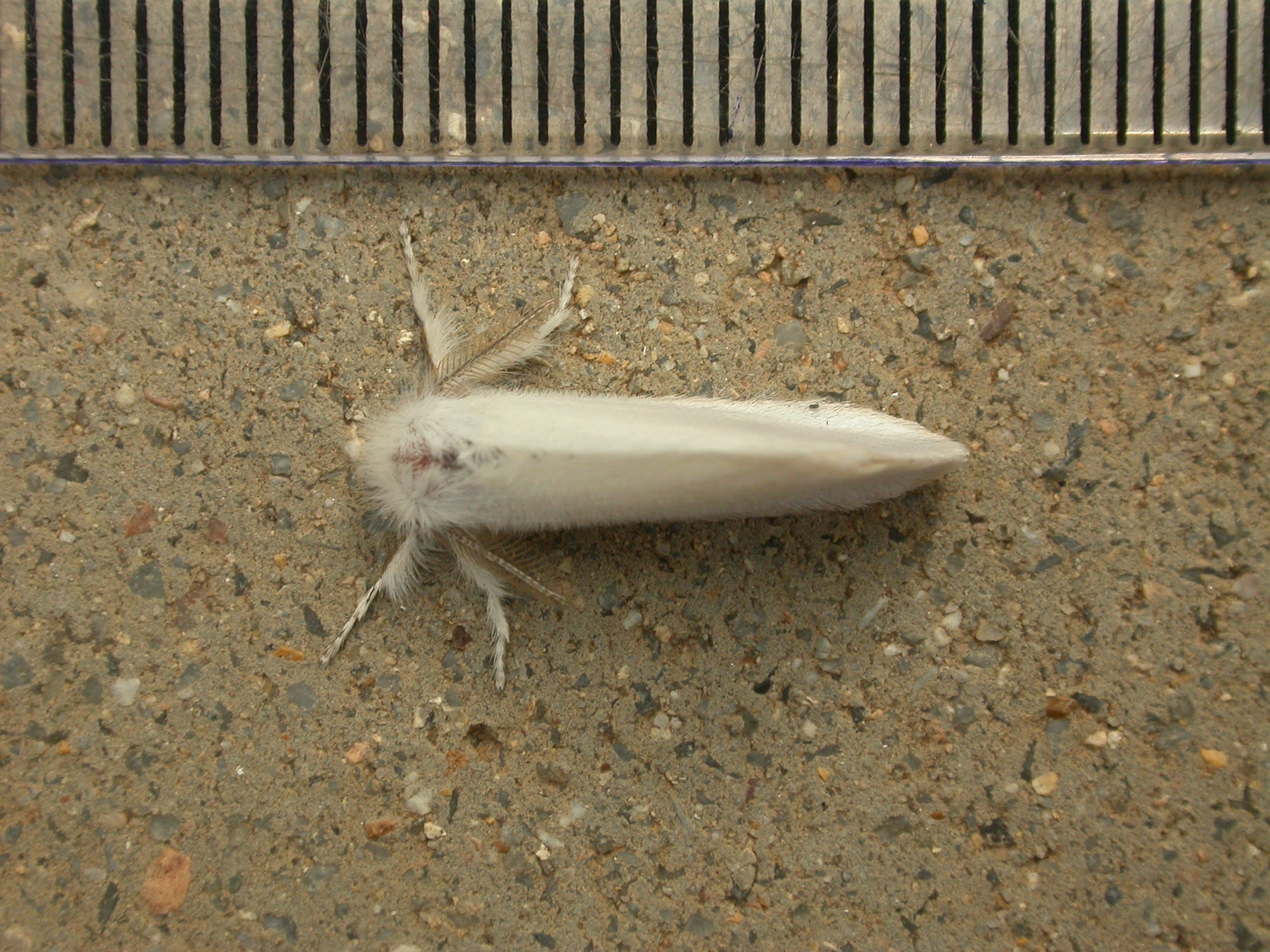

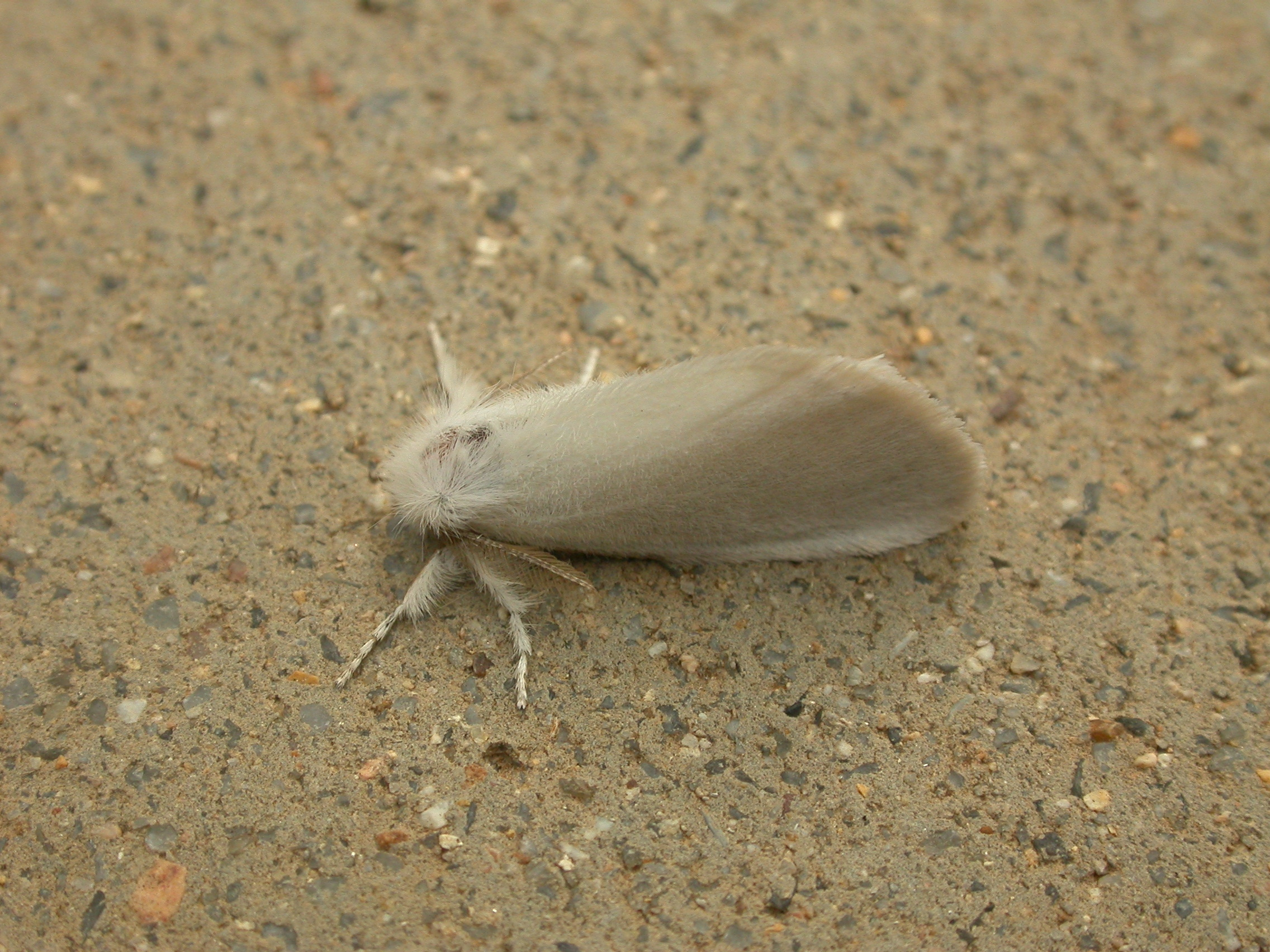

Sải cánh dài khoảng 30 mm. Con cái trưởng thành có màu trắng và có một chùm màu cam trên đuôi. Con đực cũng có màu trắng nhưng đôi khi có một vết đen ở vết rách của mỗi cánh trước hoặc một dải tối rộng dọc theo rìa của mỗi cánh trước. Các sợi lông xung quanh ngực đôi khi hơi vàng. Đôi khi da đen ở ngực và/hoặc bụng lộ ra giữa những sợi lông trắng.
Nó được coi là loài gây hại cho loàithông Monterrey, nhưng cũng đã được ghi nhận là ăn chi Keo, chi Bạch đàn, Pultenaea, Dodonaea, Choretrum, Myoporum và Tamarix. Sâu bướm có màu nâu và nhiều lông, với những sợi lông đen mỗi bên đầu và một cái đuôi có nhiều lông.